# Esben Rohde Kristensen
Esben Rohde Kristensen (født 1969) er dansk nationalsocialist og formand for Danmarks Nationalsocialistiske Bevægelse (DNSB).

## Liv og karriere
Esben Rohde Kristensen har en række kriminelle forhold bag sig. I 1999 blev han idømt 40 dages ubetinget fængsel for slå ud efter en autonom, der forsøgte at bryde ind i det gamle hovedkvarter, med en økse foran DNSB's gamle hovedkvarter og skabte endvidere uro da han i 2000 råbte "nigger" efter den nu pensionerede præsident for Sydafrika, Thabo Mbeki.
I oktober 2010 blev Kristensen formand for Danmarks Nationalsocialistiske Bevægelse, efter den forrige formand Jonni Hansen gik af, efter 20 år på posten. I forbindelse med partiformands skiftet erklærede Kristensen at alt ville fortsætte som hidtil i DNSB, men som partiformand har han fået en del kritik intern i DNSB, hvilket resulterede i at en gruppe omkring Daniel Carlsen valgte at melde sig ud af partiet og i stedet stifte Danskernes Parti i april 2011, samtidigt udtalte Daniel Carlsen offentlig kritik af Kristensen, som han mente kørte DNSB i sænk.
I 2011 udtalte Kristensen sig om Lars von Triers udtalelser om Adolf Hitler på Filmfestivalen i Cannes, til avisen BT, hvor han udtalte; "Selvfølgelig er det modigt. Hvis det var ment som kritik af jøderne, er det modigt, for jøderne er de eneste, man ikke må kritisere. Det er fordi, de har alt for stor indflydelse i Vesten. Der er en utrolig dobbeltmoral omkring Holocaust. Hvis Lars von Trier havde sagt, at han sympatiserede med Stalin, der slog 20 mio. mennesker ihjel, så var der ingen der havde løftet et øjenbryn"
Under en demonstration i København arrangeret af Danmarks Nationale Front i 2014, blev Esben Rohde Kristensen som deltog, overfaldet af autonome.